# Matthias Pottier
Matthias Pottier   (1553 - 1629) fou un compositor del segle xvii, probablement belga.
Prestà serveis a la catedral d'Anvers com a músic, i se li deuen diverses Misses, set d'aquestes foren publicades a Anvers el 1740; una altra figura en una col·lecció, reunida i publicada pel mateix Pottier, amb el títol Flores selectissimarum missarum 4, 5 et 6 voc. (Anvers, 1650).